# گیرمو ویلس
گیرمو ویلس (اسپانیایی: Guillermo Vilas‎؛ زاده ۱۷ اوت ۱۹۵۲) یک تنیس‌باز اهل آرژانتین است.